# Biblioteca Clásica Gredos
La Biblioteca Clásica Gredos (BCG) és una col·lecció de l'editorial espanyola Gredos formada per obres de la cultura clàssica grecoromana traduïdes a l'espanyol.

## Característiques
Els volums de la col·lecció es caracteritzen per estar enquadernats en cartoné, amb falsa pell de color blau molt fosc i lletres capitals daurades.
Les traduccions, basades en les edicions crítiques més acreditades dels originals, van acompanyades d'introduccions, notes explicatives i índexs. El procés d'edició inclou sempre la presència d'un revisor que, acabada la feina dels especialistes corresponents, suggereix possibles retocs.
La col·lecció està coordinada i dirigida per Carlos García Gual (secció grega), i José Javier Iso i José Luis Moralejo (secció llatina). En la traducció i edició dels volums hi han participat els millors especialistes de la filologia clàssica d'Espanya.
Es tracta d'una col·lecció molt exhaustiva, atès que, a més dels grans autors més coneguts, també incorpora autors menors, obres de caràcter més científic que literari, textos extrets de fonts marginals (papirs o inscripcions murals) i fins i tot fragments.

## Història
La col·lecció es va inaugurar el 1977.
El 2006, l'editorial Gredos va passar a propietat del Grup RBA, i la col·lecció va anar deixant d'afegir nous títols sense haver arribat a l'objectiu de publicar tota l'obra coneguda dels clàssics grecollatins i deixant a mitges la publicació de les obres completes d'alguns autors. El nombre total de títols el 2017 era de 415.
RBA va començar el 2019 la reedició revisada de 150 obres del catàleg, en un format similar però en tapa dura de menys qualitat, amb el nom de Nueva Biblioteca Clásica Gredos.